# Đại Phong, Diêm Thành
Đại Phong (chữ Hán phồn thể:大豐, chữ Hán giản thể:) là một quận thuộc địa cấp thị Diêm Thành, tỉnh Giang Tô, Cộng hòa Nhân dân Trung Hoa. Quận Đại Phong có diện tích 1580 ki-lô-mét vuông, dân số người năm 1999 là 739.747 người. Mã số bưu chính là 224100. Về mặt hành chính, quận Đại Phong được chia ra các đơn vị gồm 14 trấn.